# 約翰·里德 (記者)
約翰·賽拉斯·里德（英語：John Silas Reed；1887年10月22日—1920年10月17日），美國記者、詩人及共產主義者，生於奧勒岡州波特蘭，毕业于哈佛大學，妻子是女权主义者路易丝·布莱恩特，曾参与一战，并任戰地記者，随后經歷墨西哥革命和俄国十月革命，著有《震撼世界的十天》，后创建美国共产主义劳工党，最终逝世於莫斯科。
1981年沃伦·比蒂执导并主演的美国劇情片《赤色分子》就是以他的经历和著作改编而成的。

## 早期经历
1887年10月22日，约翰·里德出生于祖母位于俄勒冈州波特兰古斯霍鲁的家中，并由华裔佣人在古斯霍鲁照顾起居。
约翰曾在著作中提到童年时的他为了不遭受皮肉之苦，曾向一个叫“古斯霍鲁威特”（Goose Hollowite）的工薪阶层黑道小混混交过5美分保护费。
其父母于1886年结婚。母亲玛格丽特·格林·里德是波特兰的一个大亨的千金。玛格丽特的父亲（即约翰的外祖父）身兼俄勒冈第一油厂、西海岸生铁厂大股东和波特兰水厂的第二股东，富甲一方。
约翰的父亲查尔斯·杰罗姆·里德则是个农业机械制造商的代表，来自美国东部。后来凭借自己的聪明才智，查尔斯·里德白手起家，迅速跻身于波特兰商界，享有名望。
然而，里德家族的财富还是更多地来自里德母亲一方，而非东部移民父亲一方。
体弱多病的小“杰克”（约翰·里德小名）从小就过着佣人簇拥的生活，连童年的玩伴都是精挑细选过的上流阶层孩子。
后来杰克与比他小两岁的弟弟哈利一同被送往新建的波特兰学院（一所私立学校）接受教育。
天资聪慧的小杰克可以轻松通过考试，但他得成绩从未拔尖，因为他认为学校的课程过于枯燥乏味。
1904年9月，在从未上过大学的父亲的殷切要求下，被寄予能读哈佛的厚望的杰克进入了新泽西州的莫里斯敦学校读大学预科课程。
期间，杰克的课堂表现一如既往的糟糕，不过其间杰克创立了一支足球队，文学才华亦初露锋芒。

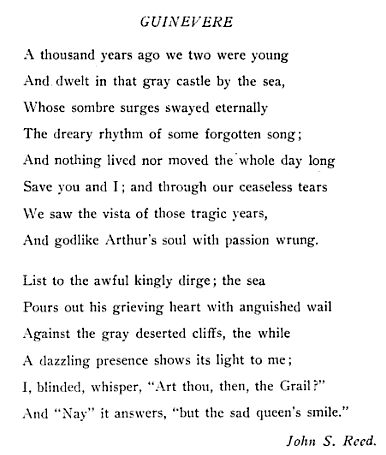
The Harvard Monthly Vol.44 (1907)

里德为了进入哈佛参加过两次考试，第一次失败了，第二次则顺利通过。1906年秋，约翰·里德如父亲所愿，入读哈佛大学。进入哈佛后，高大、帅气、阳光的里德即醉心于社团活动。他加入了学校啦啦队，游泳队以及戏剧社，在《哈佛諷刺家》、《哈佛月刊》的编辑部任职，更出任了哈佛合唱团的主席。1910年，里德在速食布丁剧团担任职务，给剧团的演出《戴安娜的登场》作词作曲。里德创立的哈佛足球队、划船队虽然后来以失败告终，但在游泳、水球和其他小众运动却大获成功。大学时光，里德还是一个小有名气的诗人、常青藤演讲家。
里德也曾出席由他朋友沃尔特·李普曼把持的社会主义社团的会议，但他从未加入该社。然而，该社团依旧对里德的思想产生了一定的影响。该社团曾成功将社会立法引进国家立法程序，因学校拖欠雇员薪水而攻击过学校，还请求校方开设关于社会主义的课程。
里德后来回忆道：
|  | 他们的所作所为，林林总总，对哈佛社区的没有一点哪怕是表面上的影响。并且，很有可能那些在社会上代表我们的社团成员和运动员甚至也根本没听说过那些东西。然而，这，让我，和很多人，意识到了在黑暗的外面的世界有着比大学生活更令人激动的东西在发生，把我们的关注力转移到了H·G·威尔斯、格雷厄姆·华莱斯这类人的著作上，把我们从大学里流行已久奥斯卡·王尔德的肤浅空洞文字中解救出来。 |

1910年，里德从哈佛毕业，当年夏天，里德开始动身，去看一看那个“黑暗的外部世界”。他游历英国，法国，西班牙，第二年春季返回到美国。
在里德的欧洲之行，他在一艘牲畜船上打工来赚足旅费，顺便体验一下底层劳工的生活。里德的举动得到了他的老师查尔斯·唐森德·科普兰教授（Prof.Charles Townsend Copeland，别名“科培”（Copey））的支持。教授告诉他，要想在创作中生动地表现生活，自己得先自己亲自去“看一看生活”。

## 职业生涯

### 不羁的记者
年轻的约翰·里德渴望成为一名记者，想要在工业重镇纽约显露头角。里德找到了他在哈佛的旧识，卧底记者林肯·斯蒂芬斯并请求他帮助自己。斯蒂芬斯很欣赏里德能力，在他的帮助下，里德得到了在《美国人》杂志社的一份基层工作，工作内容包括阅读底稿、校对，在后来还参与帮助写作。里德还有找过一份在一个短命的季刊《景观建筑》杂志社当商业经理的兼职来维持生计。
里德在格林尼治村，一个新兴的诗人、艺术家聚集地，置了家。他开始爱上纽约，开始不停地游历纽约，经常诗兴大发，写诗赞美这个大都市。他平日里依旧在供职，得到的薪水用于交租，但他的理想是成为一名自由撰稿人。他收集起写自己在欧洲六个月经历的退稿，并重新整理并最终在《周六晚报》上发表。一年里，他的作品陆续在《矿工》、《论坛》和《世纪杂志》上发表。他的一首诗甚至被作曲家阿瑟·富特作了曲，《美国人》杂志社的编辑们也最终认为他是一个对本社有着不可磨灭贡献的大功臣，并且开始刊登他的作品。年轻的里德宛如一颗新星，冉冉升起。
里德对于社会问题的关切大概于此时被林肯·斯蒂芬斯、伊达·塔贝尔激起。里德从关注社会问题以后，他的思想迅速左倾，甚至变得比前面二者还要激进。1913年，他加入了由马克思·伊斯曼和其姐克丽斯托主编的《火星人》。里德在该社发表了超过50篇的文章、社论和短文。
里德于1913年因试图声援帕特森的纺织厂工人罢工而首次被捕。当局的严刑拷打和紧接而来的短期监禁令里德彻底左倾。他随后加入了工团主义组织世界产业工人联盟。六月，他将自己从声援罢工到被捕入狱的经历写成文章《帕特森的战争》，公布于世。同年，在世界产业工人联盟领导人比利·海伍德的建议下，里德为罢工者在麦迪逊广场花园举办了一次“帕特森大罢工露天表演”。
1913年秋，里德被纽约《都市杂志》派往墨西哥报道墨西哥革命。四个月内，他追随龐丘·維拉的北方军，与他们同甘共苦。之后，维拉的立宪军（当时的军事首脑为贝努斯蒂亚诺·卡兰萨）于托雷翁击败联邦军，为进军墨西哥城打通了道路。里德很崇拜维拉，却受到了卡兰萨的冷遇。
里德追随维拉的日子里涌现的一系列优秀文章让他成为全美著名的战地记者。里德极度同情苦工的窘况，非常反对后美国政府在他回国不久对墨西哥在韦拉克鲁斯州采取的军事干涉行为。他在墨西哥的报导再版于1914年的新书《起义墨西哥》中。
1914年4月30日，里德正身处鲁德罗科罗拉多——不久前的鲁德罗大屠杀便在此发生。他花了一周多的时间调查此事，事后站在矿工的立场上写了一篇慷慨激昂的文章（题为《科罗拉多之战》，于发表于7月），并变得越来越相信阶级矛盾。当年夏天，里德与梅布尔·道奇及其儿子在马萨诸塞州的普罗温斯敦撰写起义墨西哥，还曾就此话题采访了威尔逊总统。迫于白宫的压力，最终的报道渐渐被淡化，以失败告终。

### 战地记者
在德国向法国宣战后不久的1914年8月14日，他被《都市杂志》委派乘船前往中立的意大利。在那不勒斯，他遇见了情人梅布尔·道奇，随后他们去了巴黎。里德认为这场战争只是帝国主义贸易竞争对手之间的战争，对参战双方都不曾表现出怜悯之心。9月，他在《火星人》发表了一篇未署名的文章《“商人”的战争》。文中，里德意气风发写道：
“真正的战争，那个伴随着死亡与毁灭、实际上只是一个小矛盾的战争，实际上早在那之前就打响了。那已持续数十年的战争，竟鲜有见报，鲜为人知。这只是商人之间的冲突……跟沙皇结盟能给民主进程带来什么？带来乔治·加邦神甫的自由主义？还是敖德萨的种族灭绝？不。这只是商业竞争。我们社会主义者，要希望——也许曾期望过——流血的恐惧以及可怕的毁灭之后，深远的社会变革将来临——并且朝着世界和平的梦想迈出了一大步。然而，在与专制势力抗争的过程中，我们万不可为那些精心炮制的诋毁我们通往自由的谎言所蒙蔽。这不仅仅是我们的战争。”
在法国的日子里，战时的新闻审查和前往前线的艰辛令里德大受打击。之后，里德和道格前往伦敦，不久道格回到了纽约。1914年余下的日子里，他找了一个法国妓女陪他饮酒度日，还跟一个德国女人发展了一段恋情。十二月初，他们二人前往柏林。在那里，里德采访了德国左翼政治家卡尔·李卜克内西，他是当时的少数几位反对政府的战时信贷的德国社会主义者之一。里德对第二国际承诺的所谓“无产阶级大团结”的崩溃深感失望，并且，取而代之的却是军国主义和民族主义
十二月中旬，里德返回纽约，开始专注于关于一战的写作。来年，里德在加拿大艺术家、《民众》杂志贡献人博德曼·鲁滨逊的陪同下，再次前往中欧。从塞萨洛尼基归来后，他们除了经历过塞尔维亚国内的战乱（包括贝尔格莱德的一次空袭），还前往了保加利亚和罗马尼亚。他们经过了位于比萨拉比亚“栅栏区”（时属沙俄境内的犹太人区），在海乌姆，他们被逮捕，监禁数周后，因间谍罪被判处死刑。驻沙俄美国大使对二人的判决不闻不问。
身处彼得格勒的美国大使也倾向于认为二人是间谍，这令本来前往俄国是为了旅行的里德怒火中烧。当二人试图逃到罗马尼亚时，他们再次被捕。这一次，是英国大使出面救出了他们（博德曼当时为英国公民），然而此前他们的文件被扣留在了基辅。

### 十月革命見證者
1917 年 8 月 17 日，里德和妻子布萊恩特從紐約起航前往歐洲，他們向國務院保證，兩人不會代表共產黨出席即將在斯德哥爾摩舉行的會議。兩人以職業記者的身分去報導新建立的俄羅斯臨時政府發生的政變。君主派將軍拉夫·科爾尼洛夫 (Lavr Kornilov)軍事政變失敗後，兩人前往芬蘭首都彼得格勒。里德和布萊恩特發現俄羅斯經濟陷入混亂。俄羅斯帝國的幾個附屬國，如芬蘭和烏克蘭，已獲得了自治權，並正在尋求與德國單獨的軍事協議。
里德和布萊恩特在彼得格勒參與十月革命，革命中以弗拉基米爾·列寧為首的布爾什維克推翻了臨時政府。
布爾什維克想要建立一個社會主義國家並立即停止參與第一次世界大戰，要求將權力從臨時政府轉移到全俄羅斯蘇維埃代表大會。臨時政府認為這是一種政變，並封鎖了布爾什維克的對外媒體。它向共產黨領導人發出逮捕令，並準備將彼得格勒的部隊調回前線。由布爾什維克黨主導的蘇維埃軍事革命委員會，決定代表尚未建立的蘇維埃代表大會奪取政權。 1917年11月7日晚上11時，攻入了俄羅斯臨時政府所在地冬宮。 里德和布萊恩特在冬宮陷落時在場，這是十月革命開始的象徵。
里德是新政權的熱情支持者。他到新的外交部人民委員部工作，將新政府的法令和新聞翻譯成英文。
里德和布萊恩特撰寫並出版有關他們在俄羅斯經歷的書籍。布萊恩特的《俄羅斯的赤色六個月》(英語：Six Red Months in Russia)首先發行，但里德的《震撼世界的十天》（英語：10 Days That Shook the World）引起了更多關注。

## 外部連結
- The John Reed Internet Archive （页面存档备份，存于） 於 Marxists.org
- The Last Days With John Reed （页面存档备份，存于） ，路易絲·波南特 著
- 互联网电影数据库（IMDb）上《烽火赤焰萬里情》的资料（英文）
- 互联网电影数据库（IMDb）上《Reed, México insurgente》的资料（英文）